# 米爾頓 (紐約州阿爾斯特縣)
米爾頓（英語：Milton）是位於美國紐約州阿爾斯特縣的普查規定居民點。

## 人口
根據2020年美國人口普查的數據，米爾頓的面積為7.40平方千米，皆為陸地。當地共有人口1650人，而人口密度為每平方千米222.97人。